# Lituania Centrale
La Repubblica della Lituania Centrale o Lituania Centrale (in lituano Vidurio Lietuvos Respublika; in polacco Republika Litwy Środkowej; in bielorusso Рэспубліка Сярэдняе Літвы?, Rėspublika Sjarėdnjae Litvy), fu uno Stato cuscinetto creato nel 1920 a seguito della falsa insubordinazione dei soldati della 1ª Divisione di Fanteria lituana-bielorussa dell'Esercito polacco, ordinata segretamente da Józef Piłsudski. Concentrata attorno alla città storica di Vilnius, l'antica capitale del Granducato di Lituania, la nazione ebbe vita breve e non ottenne il riconoscimento internazionale. Per diciotto mesi l'entità funse da punto di separazione tra la Polonia, dalla quale dipendeva, e la Lituania, che reclamava il possesso dell'area. Alla fine, il 24 marzo 1922, a seguito delle elezioni politiche tenutesi localmente, lo Stato finì annesso alla Polonia; tuttavia, il risultato delle votazioni non ricevette mai il riconoscimento da parte della Repubblica lituana.
Nel 1931, un tribunale internazionale della corte dell'Aia si pronunciò a proposito del controllo polacco sulle città della Lituania centrale ritenendolo una violazione del diritto internazionale. A tale dichiarazione non seguì però alcuna concreta conseguenza. I confini tra Polonia e Lituania nel periodo interbellico, per quanto di fatto accettati dalla Conferenza degli Ambasciatori degli Alleati della prima guerra mondiale e dalla Società delle Nazioni, non videro mai il governo provvisorio baltico trasferitosi a Kaunas rinunciare a quelle terre se non dopo l'ultimatum polacco del 1938.

## Storia

### Contesto storico
A seguito delle spartizioni della Polonia, molti dei territori che una volta appartenevano al Granducato di Lituania furono annessi all'Impero russo. Nel corso dell'Ottocento, il governo zarista mise in atto una politica di russificazione dell'area; non mancarono proteste dei locali, culminate (ma non sopite) con la rivolta di gennaio del 1864. La discriminazione verso le comunità baltiche portò a restrizioni e divieti rigidi, quali ad esempio quello di esprimersi in lingua polacca, in lituano (bando della stampa lituana), in bielorusso e in ucraino. Queste misure, tuttavia, ebbero effetti limitati sui tentativi di eliminare i gruppi polacchi rivoluzionari, in quanto finirono soltanto per accrescere sentimenti patriottici tra le file di molti locali, come accaduto anche a Vilnius. Nel Paese baltico, in particolare, si sviluppò nel corso del XIX secolo un movimento culturale passato alla storia con il nome di risveglio nazionale, il quale acuì le distanze dei lituani sia dalle influenze polacche che russe.

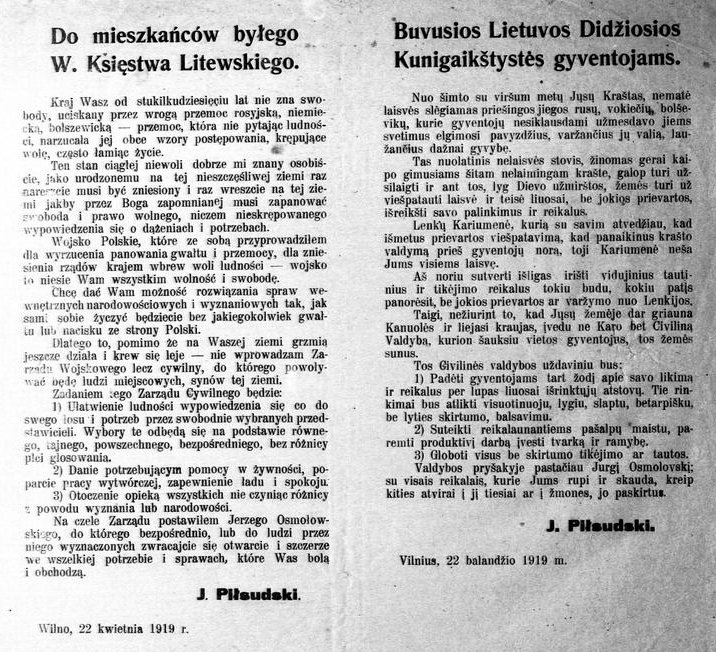
Il proclama a cura di Piłsudski in lituano e in polacco che spingeva i cittadini a ricostituire i territori del Granducato di Lituania (aprile 1919)

La composizione etnica di quella che sarebbe divenuta la Lituania Centrale è sempre stata oggetto di discussione, tenendo presente che in quel periodo storico non si eseguirono dei censimenti né si riportarono altri dati anagrafici attendibili. Stando al primo censimento dell'Impero russo del 1897, certamente non noto per la sua attendibilità a detta di molti storici, la popolazione del Governatorato di Vil'na era ripartita come segue: bielorussi 56,1% (inclusi i cattolici), lituani 17,6%, ebrei 12,7%, polacchi 8,2%, russi 4,9%, tedeschi 0,2%, ucraini 0,1%, tatari 0,1%, e «altri» 0,1%.
Il censimento tedesco del 1916 della regione di Vilnius (pubblicato nel 1919) riporta numeri assai diversi: polacchi 58,0%, lituani 18,5%, ebrei 14,7%, bielorussi 6,4%, russi 1,2% e «altri» 1,2%.
Per entrambi i censimenti si riscontrarono molte difficoltà pratiche nel tentativo di raggruppare le varie etnie. Gli etnografi del 1890 si erano spesso confrontati con chi si riteneva sia lituano che polacco. Uno studio relativo al censimento tedesco afferma che «determinare in maniera obiettiva le condizioni di appartenenza a una nazionalità piuttosto che a un'altra rappresenta la difficoltà maggiore di questa operazione».

### Conseguenze della Grande Guerra
Tra le conseguenze della prima guerra mondiale, sia la Polonia che la Lituania riguadagnarono l'indipendenza. Il conflitto tra questi due Stati scoppiò subito quando iniziarono le rivendicazioni territoriali sull'area  di Vilnius da parte dei polacchi (in polacco Wilno).
A livello demografico, le principali comunità che popolavano Vilnius erano polacche ed ebree, mentre i lituani costituivano una piccola parte della popolazione totale (2,0%–2,6%, secondo il censimento russo del 1897 e secondo il censimento tedesco del 1916). Ciononostante, i baltici rivendicavano territorialmente la regione per motivazioni storiche, specie perché capitale dell'ex Granducato di Lituania, e rifiutarono di ritenere legittima qualsiasi pretesa dei polacchi sulla città e sul circondariato.
Mentre la Polonia, guidata da Józef Piłsudski, tentò di costituire una federazione polacco-lituana che avrebbe incluso anche diversi territori non etnicamente collegabili alla Polonia (Międzymorze), la Lituania si mosse per costituire uno Stato indipendente e slegato da russi, tedeschi e polacchi con capitale Vilnius. I due censimenti dell'inizio del XX secolo lasciavano desumere come i madrelingua baltici costituissero una minoranza, ma le autorità lituane sostennero comunque che la maggioranza degli abitanti lì concentrati, malgrado non si esprimesse in lituano e si considerasse polacca, aveva dovuto convivere dapprima con le politiche di polonizzazione e poi con quelle di russificazione.
A complicare ulteriormente la situazione vi erano due fazioni polacche che avevano una visione differente sulla costituzione del moderno Stato di Polonia. Un filone, guidato da Roman Dmowski, asseriva che la Polonia moderna fosse da riconoscere sulla base di un'identità nazionale; un altro, capeggiato da Józef Piłsudski, faceva più leva sulle rivendicazioni territoriali e desiderava ricostituire la Confederazione polacco-lituana. Entrambe le fazioni erano determinate a far leva sulla presenza polacca a Vilnius, da far necessariamente rientrare nel nuovo Stato. Ancora una volta emergevano delle differenze nelle modalità di acquisizione della regione: Dmowski spronava i gruppi polacchi a chiedere a gran voce un referendum finalizzato a decidere sul proprio destino, mentre Piłsudski si dimostrava disponibile a effettuare, qualora ve ne fosse stato bisogno, delle operazioni militari per acquisire quanto apparteneva al Granducato di Lituania. Nello specifico, il progetto prevedeva di assoggettare l'area di Kaunas (a maggioranza lituana), quella di Vilnius (a maggioranza polacca) e quella di Minsk (a maggioranza bielorussa).
Alla fine, il piano di Piłsudski fallì, essendo stato ostacolato sia dal governo lituano che dalla fazione di Dmowski in patria. Stanisław Grabski, rappresentante del filone di Dmowski, fu invitato alle negoziazioni della pace di Riga con la RSFS Russa e rifiutò l'offerta sovietica di ricevere alcuni territori presso Minsk (Dmowski preferiva una nazione meno ampia in termini di superficie, ma con un'alta percentuale di comunità polacche). Si temeva che la presenza di non-polacchi avrebbe indebolito la posizione politica di Dmowski.

### Guerra polacco-lituana

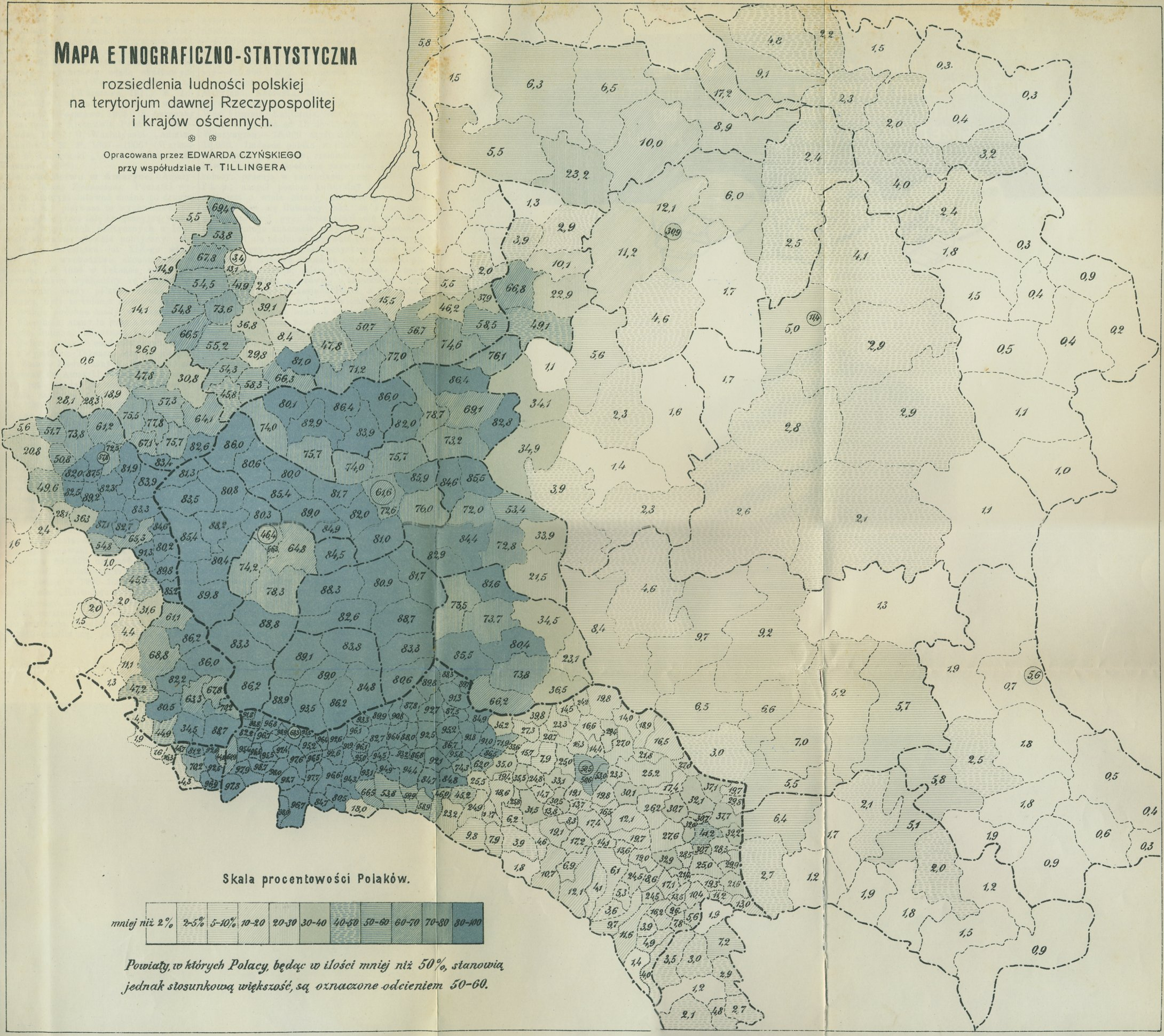
Distribuzione della popolazione polacca secondo uno studio di E. Czyński e T. Tilinger sulla base del censimento precedente alla Grande Guerra (1912)

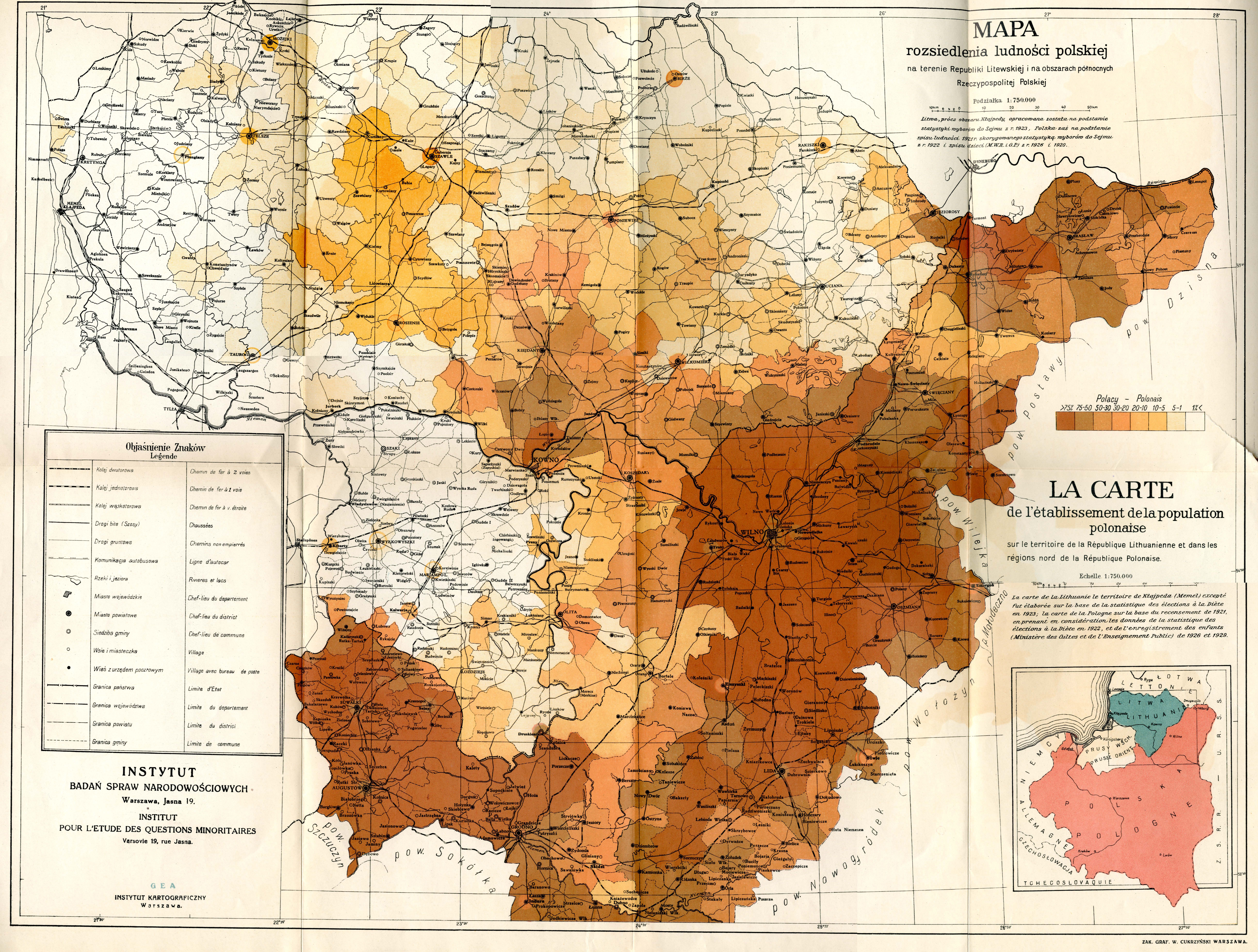
Mappa che mostra la popolazione polacca risiedente nella Lituania Centrale (1920): include sia le aree a maggioranza polacca che quelle a minoranza

Terminata la prima guerra mondiale, l'area che costituiva in passato il Granducato di Lituania finì divisa tra la Repubblica lituana, la Seconda Repubblica di Polonia e la Repubblica Popolare Bielorussa. A seguito dello scoppio della guerra sovietico-polacca, per due anni di fila il controllo di Vilnius passò frequentemente da uno schieramento militare all'altro. Nel 1919 i territori furono brevemente occupati dall'Armata rossa, la quale sconfisse la fragile resistenza locale composta da bielorussi e lituani, ma qualche mese dopo l'offensiva di Vilna, i sovietici furono sconfitti nella battaglia di Varsavia. Il 1920 vide ritornare i sovietici nella regione di Vilnius per una seconda volta. Ad ogni modo, dopo la sconfitta riportata a Varsavia, Mosca decise di restituire la città al controllo dei lituani, senza che però ciò ponesse fine alle ostilità tra Varsavia e Vilnius. 
Alcuni studiosi ritengono che, qualora la Polonia non avesse prevalso nella guerra polacco-sovietica, la Lituania sarebbe stata invasa dall'Armata Rossa e non avrebbe mai goduto dei venti anni circa d'indipendenza successivi. Infatti, benché la Lituania appariva a un passo dall'occupazione straniera ad opera del vicino orientale nell'estate del 1920, tale prospettiva non si avverrò mai per via della controffensiva eseguita dall'esercito polacco. La guerra polacco-lituana che ne derivò scoppiò quando le due potenze si scontrarono nella regione di Suwałki il 26 agosto 1920; la Società delle Nazioni intervenne e cercò di inaugurare delle trattative di pace a Suwałki, insediamento in cui si negoziò un cessate il fuoco il 7 ottobre, ai sensi del quale il controllo di Vilnius rimaneva ai lituani. Il trattato di Suwałki che ne conseguì entrò in vigore a mezzogiorno del 10 ottobre.
Le autorità lituane entrarono nell'odierna capitale baltica verso la fine di agosto del 1920. Il governo di Grinius rifiutò la proposta di chi voleva indire un referendum per carpire la volontà dei cittadini e confermare se questi volessero essere effettivamente parte della Lituania. Il suo diniego fu poi prontamente sostenuto anche dal Seimas, poiché si temeva un risultato negativo per via della popolazione lituana che era una minoranza. L'8 ottobre 1920, il generale Lucjan Żeligowski e la 1ª Divisione di Fanteria lituano-bielorussa composta da circa 14.000 uomini e affiancata da alcuni ribelli locali, diedero il via a un finto ammutinamento e ingaggiarono uno scontro a fuoco con il 4º Reggimento di Fanteria dell'esercito lituano, costretto a ritirarsi dopo poche ore. Dopo l'avanzata polacca, il governo lituano spostò la capitale a Kaunas l'8 ottobre: durante il trasferimento, furono meticolosamente distrutte linee telefoniche e ferroviarie che collegavano gli insediamenti, che rimasero così separate per circa 20-25 anni. Żeligowski fece il suo ingresso a Vilna il 9 ottobre, accolto dal fragoroso entusiasmo della comunità polacca locale. La delegazione francese e quella inglese decisero di lasciare eventuali prese di posizione alla Società delle Nazioni. Il 27 ottobre, mentre la campagna di Żeligowski era ancora in corso a ridosso dell'attuale regione di Utena, la Società delle Nazioni invocò l'indizione di un referendum popolare nell'area, ipotesi rigettata nuovamente dai lituani. Ciononostante, fu comunque intrapresa la scelta di procedere a un referendum destinato alla popolazione di Vilnius, con un quesito che governo polacco negò il proprio coinvolgimento, ritenendo che Żeligowski avesse operato interamente di sua iniziativa. La storiografia moderna ritiene invece che Piłsudski fosse ben consapevole delle operazioni eseguite dal generale. Originario della Lituania, Żeligowski, proclamò l'esistenza di un nuovo Stato bilingue, la Repubblica della Lituania Centrale (Litwa Środkowa). Nella sostanza, si trattò nella sostanza di uno stato fantoccio che la Repubblica lituana si rifiutò di riconoscere.
La scelta dei baltici di trasferirsi a Kaunas era avvenuta perché seconda città più popolosa del Paese e poiché situata in una posizione centrale della Lituania odierna. L'esecutivo fu giudicato dal dittatore politico «un burattino in mano tedesca». Le schermaglie militari tra Kaunas e la Lituania Centrale proseguirono per diverse settimane, senza che nessuna delle parti riuscisse effettivamente a sopraffare l'altra. La Società delle Nazioni si attivò nuovamente per ottenere un cessate il fuoco, firmato il 21 novembre e una tregua un po' più lunga, ratificata il 27 novembre.

### Costituzione della Repubblica della Lituania Centrale
Il 12 ottobre 1920, Żeligowski annunciò la creazione di un governo provvisorio in Lituania Centrale. Tale evento spinse, tra 1920 e 1921, la Società delle Nazioni a spronare Varsavia affinché ordinasse il ritiro del generale dall'odierna capitale baltica, ma la Polonia si rifiutò di ottemperare alla richiesta. Nei primi mesi del 1921, in Lituania Centrale si proclamarono la costituzione dei tribunali, delle forze di polizia e il riconoscimento dei diritti civili a tutti i cittadini residenti nell'area il 1º gennaio 1919 o nei precedenti cinque anni a partire dal 1º agosto 1914. Inoltre, si resero pubblici anche i simboli statali, ovvero una bandiera rossa che includeva l'aquila bianca polacca e il Vytis (cavaliere bianco) più uno stemma che risultava un misto tra simboli polacchi, lituani e di Vilnius, cavalcando verosimilmente il mito della Repubblica delle Due Nazioni. L'esercito polacco non lasciò mai il territorio della Lituania Centrale durante tutto il corso dei negoziati che stavano procedendo a Bruxelles e in altre sedi.
Più tardi, in Lituania Centrale furono indette le elezioni e fissate in data 9 gennaio 1921, con le modalità di svolgimento delle stesse comunicate il 28 novembre 1920. A causa dell'intervento della Società delle Nazioni, del boicottaggio dei lituani e, soprattutto, dei suggerimenti forniti da Varsavia, le elezioni subirono un rinvio.

### Mediazione

Le varie linee di demarcazione stabilite prima della costituzione della Lituania Centrale: la linea in rosa costituisce la demarcazione attuale

Su spinta della Società delle Nazioni e considerando che nessuna delle due potenze intendeva inimicarsi il mondo occidentale, si decise di avviare dei negoziati di pace. Un'accettazione iniziale ad intraprenderli trapelò da entrambe le parti verso l'autunno del 1920, ma le discussioni iniziarono soltanto l'anno seguente. La Società delle Nazioni valutò la proposta polacca di proclamare un referendum relativo al futuro della Lituania Centrale indirizzato ai suoi abitanti. Come compromesso, considerato il veto posto da Kaunas, si propose il "piano Hymans" (così chiamato in virtù del politico che lo propose, Paul Hymans). Questo programma consisteva in 15 punti, tra i quali:
- Entrambe le parti avrebbero riconosciuto e accettato l'indipendenza della controparte;
- La Lituania Centrale sarebbe stata incorporata alla Lituania è ripartita in due suddivisioni amministrative: la Samogizia, abitata dai lituani, e la regione di Vilnius, multi-etnica perché abitata da bielorussi, tatari, polacchi, ebrei e lituani. Le due entità avrebbero fatto capo a due governi e parlamenti diversi, con una lingua ufficiale e una capitale federativa comune, cioè Vilnius;
- Il governo lituano e polacco avrebbero dovuto costituire commissioni inter-statali per gli affari esteri, le politiche commerciali, industriali e locali;
- La Polonia e la Lituania avrebbero firmato un trattato di alleanza difensiva;
- La Polonia avrebbe avuto accesso ai porti della Lituania.

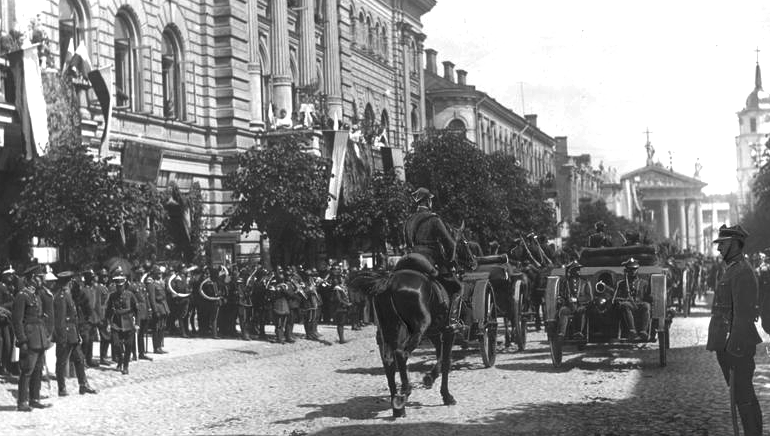
I militari polacchi celebrano l'incorporazione della regione di Vilnius in Polonia nel 1922

Durante le negoziazioni, la Lituania rimase rigida sulle sue posizioni per la maggior parte degli incontri, ribadendo il suo desiderio di riottenere il possesso di Vilnius e del circondario senza condizioni, promettendo comunque il riconoscimento dei diritti civili per i cittadini «lituani di lingua polacca». I negoziati si concentrarono a più riprese anche su questioni altrettanto complesse relative agli scambi commerciali e ad eventuali intese sul piano militare, difficilmente raggiungibili per via della poca disponibilità delle controparti a contrattare. Nel maggio 1921, la delegazione polacca suggerì a Hymans delle modifiche abbozzando una nuova proposta con cui sperava di coniugare gli interessi di Varsavia e quelli di Kaunas. Al fine di perseguire l'ambizioso progetto di confederazione a cui mirava Józef Piłsudski, la Międzymorze, la Polonia espose alla controparte l'ipotesi di costituire uno Stato composto da cantoni, seguendo dunque l'esempio della Svizzera, in cui sarebbero stati garantiti il bilinguismo, la libertà di religione e vari diritti civili. Nello specifico, si immaginava di suddividere la Lituania in due cantoni autonomi, uno a nord concentrato intorno a Kaunas e uno a sud con Vilnius come centro principale; ogni eventuale punto di dissenso sarebbe stato discusso da un arbitrato nominato dalla Società delle Nazioni. A giudizio dello storico Senn, si trattò semplicemente di un tentativo di riproporre, sia pur in forma diversa, un rapporto di sudditanza della Lituania in favore della Polonia. Come infatti prevedibile, il 24 maggio i lituani respinsero tale proposta, sostenendo che Vilnius costituiva parte integrante della Lituania e che la loro identità faticosamente riaffiorata e conquistata dopo la prima guerra mondiale sarebbe andata perduta.
Un nuovo piano fu presentato al governo lituano e a quello polacco nel settembre 1921. Nello specifico, la proposta riportava qualche variazione rispetto al piano Hymans, con la differenza che la regione di Klaipėda (parte della Prussia Orientale a nord del fiume Nemunas) avrebbe dovuto essere assegnato alla Lituania. Tuttavia, per via di nuovi screzi, questo proposito ricevette ampie critiche e la proposta si inabissò.
L'atteggiamento remissivo assunto dalla delegazione baltica spinse la comunità internazionale a invitarla a un atteggiamento più conciliante con riferimento alle nuove ipotesi avanzate da Paul Hymans. Gli ambasciatori avevano un gran timore del giudizio che l'opinione pubblica avrebbe avuto nei confronti delle loro decisioni, ragion per cui Kaunas impose un restrittivo controllo sulla stampa con riferimento alla questione di Vilnius. Sollecitati a prendere posizione sull'ennesima proposta suggerita da Hymans, i lituani temporeggiarono, proponendo in un secondo momento delle condizioni ritenute inaccettabili dal mediatore. I negoziati si trascinarono ancora nei primi mesi di autunno, ma giungere a una soluzione divenne praticamente impossibile per via dell'incerta e volubile posizione della controparte lituana su ipotesi le quali si basavano spesso e volentieri sull'idea di costituire una confederazione. Alla fine, ogni tentativo di prosecuzione dei negoziati fallì e fu abbandonato, con la Lituania che preferì, a giudizio di Senn, «preservare l'indipendenza e le riforme sociali anziché insistere sulla ripresa di Vilna».

### Crisi diplomatica
Falliti i negoziati a Bruxelles, le tensioni nell'area aumentarono, soprattutto quando si diffuse la notizia che la Lituania Centrale era pronta ad allestire un esercito composto in totale da 27.000 unità. Dopo che, come detto, il generale Lucjan Żeligowski aveva ceduto il potere alle autorità civili, assegnandolo nello specifico a un latifondista polacco nato in Lituania di nome Aleksander Meysztowicz, egli fece ritorno in Polonia e venne accolto alla stregua di un eroe nazionale. La data delle elezioni per la nomina dei membri parlamentari fu confermata per l'8 gennaio 1922. I baltici optarono per boicottare le elezioni non recandosi alle urne, una scelta seguita dalla maggior parte degli ebrei e da alcuni bielorussi; di conseguenza, i polacchi rappresentavano le comunità più numerose presentatesi alle votazioni. Una volta comunicati i risultati, ebbe luogo una serie di arresti di massa indirizzata contro esponenti lituani e bielorussi ritenuti pericolosi per la pubblica sicurezza dalle autorità polacche.

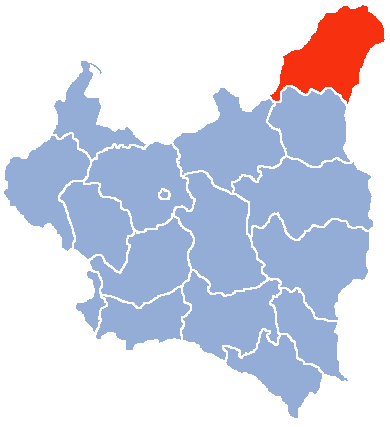
Il Voivodato di Wilno (durato dal 1926 al 1939): la cartina riproduce la parte nord-orientale della Seconda Repubblica di Polonia

Malgrado gli autori polacchi dell'epoca avessero definito la scelta di rivolgersi alla popolazione un «esempio di procedura democratica», la legittimità delle elezioni non fu riconosciuta dalla Lituania. I partiti polacchi che assunsero il controllo del parlamento (Sejm) della Repubblica il 20 febbraio presentarono una richiesta formale di annessione alla Polonia. La domanda fu accettata dal Sejm di Varsavia il 22 marzo 1922 e tutto il territorio della Repubblica andò incorporato infine nel neonato Voivodato di Wilno (rimasto in piedi dal 1926 al 1939). La Lituania si rifiutò di riconoscere l'autorità polacca su quella zona, continuando a considerare la regione di Vilnius parte del suo territorio nazionale ai sensi di quanto sancito dall'Atto d'indipendenza del 1918. Kaunas, fu ribadito, rimase solamente la sede temporanea del governo.

## Conseguenze
La contesa sulla regione geografica in esame generò molta tensione nelle relazioni diplomatiche, trascinandosi degli strascichi pesanti che avrebbero interrotto i legami tra i due Paesi nel periodo interbellico per un intero ventennio. Kaunas, dal canto suo, sosteneva infatti che si fosse in «uno stato di guerra» e, dopo il 1921, si rifiutò di intavolare qualsiasi tentativo di negoziazione.
Nel 1931, un tribunale internazionale della corte dell'Aia si pronunciò a proposito del controllo polacco sulle città della Lituania centrale ritenendolo una violazione del diritto internazionale. A tale dichiarazione non seguì però alcuna concreta conseguenza. I confini tra Polonia e Lituania nel periodo interbellico, per quanto di fatto accettati dalla Conferenza degli Ambasciatori degli Alleati della prima guerra mondiale e dalla Società delle Nazioni, non videro mai il governo provvisorio baltico trasferitosi a Kaunas rinunciare a quelle terre se non dopo l'ultimatum polacco del 1938.
Dopo il patto Molotov-Ribbentrop e l'invasione sovietica della Polonia nel 1939, Vilnius, assieme al circondario entro i 30 km, tornò a far parte dello Stato baltico sulla base di quanto sancito dal trattato di mutua assistenza sovietico-lituano. Vilnius tornò in breve tempo a far parte del territorio lituano, benché nel 1940 la Lituania confluì coattivamente nell'Unione Sovietica al momento della nascita della RSS Lituana. Sin da quando la Lituania ottenne l'indipendenza nel 1991, lo status di Vilnius come capitale della città fu riconosciuto internazionalmente e la Polonia non avanzò mai richieste territoriali.